# Ein großes Ding
Ein großes Ding ist ein 1999 gedrehter deutscher zweiteiliger Spielfilm, dessen Inhalt sich an dem Geiseldrama von Gladbeck orientiert. 

## Handlung

### Erster Teil
Hans-Georg Pauler hat seine Haftstrafe wegen mehrfachen Raubes abgesessen und wird auf freien Fuß gesetzt. Zunächst sucht er seine Ex-Frau auf, dort wird er jedoch von deren neuem Liebhaber hinausgeschmissen. Schon in diesen Anfangsszenen des Films wird Paulers Brutalität und Aggressivität deutlich. Der ungepflegte Mann geht darauf zu seiner Schwester und auch sein Freund Ulrich Raffcyk ist anwesend. Dies sind die einzigen Menschen, die noch Einfluss auf Pauler haben, und denen er halbwegs vertraut. Schnell wird klar, dass Pauler sich nicht vor neuen Straftaten scheut, die ihm Geld einbringen könnten. Pauler beschließt, ein großes Ding zu drehen. Hierzu versucht er, einen alten Bekannten (Taxifahrer) zu gewinnen. Dieser lehnt jedoch aus Angst vor dem Gefängnis ab. Pauler kann ihm seine Pistole stehlen. Am gleichen Abend wird von ihm und Raffcyk der Filialleiter eines Drogeriegeschäfts überfallen. Die Beute ist lächerlich. 
Das große Ding kann also steigen. Schon am nächsten Tag überfallen Pauler und Raffcyk mit Masken getarnt eine Bankfiliale in der Nachbarschaft. Die beiden Angestellten Anna Klages und Kirstin Bauer werden Opfer des Raubes. Ihr Chef, der Filialleiter Lengsfeld, verspätet sich an diesem Tag um wenige Minuten und schöpft Verdacht, als er durch die von innen verriegelte Tür die Handtasche einer seiner Mitarbeiterinnen sieht. Er ruft die Polizei, die mit einem riesigen Aufgebot anrückt. SEK, Streifenwagen, Einsatzleitung. Dutzende Polizeiwagen befinden sich nun vor der Zweigstelle. Pauler und Raffcyk geraten in Panik. Zudem ist der Schlüssel des Banktresors noch im Besitz des Filialleiters. Langsam sammelt sich eine beachtliche Zahl von Medienvertretern und Schaulustigen an. Die Polizei hat Mühe, sie alle zurückzuhalten. In der gleichen Zeit wachsen bei Raffcyk langsam Zweifel an der Aktion, doch Pauler kann ihn immer wieder überzeugen, das „Ding“ durchzuziehen. Die Filiale ist mittlerweile von SEK-Schützen belagert und alle Anwohner sind evakuiert. Doch der Einsatzleiter Josef Karras scheut den Zugriff. Die Langeweile wächst in der Filiale, weshalb ein Fernseher eingeschaltet wird. Auf sämtlichen Kanälen laufen Sondersendungen über das „Geiseldrama von Harburg“. Das Medieninteresse ist ungeahnt hoch. Offensichtlich ist es Scharfschützen gelungen, Fotos des Geiselnehmer zu machen, doch diese sind immer noch durch eine Maske geschützt. Infohotlines sind geschaltet und auch die Geiselnehmer wählen sich in eine solche ein. Sie sprechen mit der Presse. Für die Polizei, die sich inzwischen entschlossen hat, den Forderungen der Verbrecher nach einem Wagen, dem Geld, dem Tresorschlüssel und freiem Abzug nachzukommen, ist es die Chance, den Täter via Stimmerkennung zu identifizieren. Zunächst wird Pauler durch seine Ex-Frau und durch seine Schwester erkannt. Wenig später auch Raffcyk. Für Pauler ändert das nichts. Er wartet darauf, dass die Polizei seinen Forderungen nachkommt und als der Wagen bereitgestellt wird, wartet man noch bis zu Dunkelheit, weil es dann einfacher sei zu flüchten. Gesagt getan: Als der Wagen bereitgestellt wird, herrscht Party-Stimmung in der Filiale. Es wird getanzt und Schlager werden gehört. Als es Nacht wird, treten die Geiselnehmer und ihre Geiseln die Flucht an. Sie müssen sich durch die Menschenmassen bahnen. Auf freier Straße schießt Raffcyk dann auf die Verfolgerautos, um sie abzuhängen. Dies scheint zu gelingen.

### Zweiter Teil
Es verschlägt die vier Autoinsassen nach Münster, wo sie sich, nachdem sie ein neues (von der Polizei verwanztes) Auto gestohlen haben, auf dem Dach eines Parkhauses niederlassen. Pauler und die Angestellte Klages gehen in die Innenstadt Münsters, um etwas Essbares zu organisieren. Sie entdecken Zeitungen mit ihren Bildern darin, doch niemand erkennt sie auf offener Straße. Klages wird erlaubt, bei ihrer Familie anzurufen. Sie verspricht ihrem Sohn, noch am selben Tag wieder zurückzukommen. Währenddessen sprechen auch der raue Raffcyk und die inzwischen nicht mehr so stark verängstigte Angestellte Bauer über Privates. Die vier entfernen sich ohne Auto in die Innenstadt, während der Wagen auf dem Parkhausdach von Polizeihelikoptern entdeckt wird.
Sie versuchen im Anschluss, bei Raffcyks in Münster lebendem Bruder unterzukommen. Während sie in dessen Wohnung sind, wird selbige von der Polizei umstellt. Der Bruder will nichts mit der Sache zu tun haben, und die vier können aus der Wohnung fliehen und werden dabei von mehreren Polizeiwagen verfolgt. In der Innenstadt von Münster entdeckt Pauler einen Linienbus, den sie als weiteres Fluchtmittel benutzen. Dabei nehmen sie alle Insassen als Geiseln. Doch einfach losfahren können sie nicht. Die Medienvertreter sind schnell vor Ort und auch an Polizei mangelt es nicht. Ein Reporter bietet seinen BMW als Fluchtfahrzeug an. Fast hätten Raffcyk und Pauler das Angebot angenommen, doch der Wagen wird bereits verwanzt, während sie darüber nachdenken. Sie kommen nicht darum herum, eine Odyssee durch Münster zu beginnen – mit dem Bus. Als es langsam dunkel wird, fahren sie zu einer Autobahntankstelle, an welcher sie Nahrung und sanitäre Anlagen suchen. Die Medien erkennen die Chance und bitten um Einlass in den Bus. Pauler erlaubt dies und es werden Interviews mit den Geiseln geführt. Die Angestellte Klages muss sich übergeben und Pauler geht mit ihr daraufhin zum WC. Dort versucht die Polizei, Pauler festzunehmen, was auch gelingt. Klages wird jedoch von Pauler während der Festnahme ins Bein geschossen. Raffcyk ist jetzt allein im Bus und zählt fünf Minuten herunter, bis Pauler wieder freigelassen werden soll. Andernfalls droht er, eine Geisel zu erschießen. Die Polizei muss auf die Forderung eingehen. Als Raffcyk die letzten zehn Sekunden herunterzählt, wird Pauler freigelassen, schafft es jedoch nicht mehr rechtzeitig zum Bus. Raffcyk erschießt den Busfahrer. Anschließend entscheidet Pauler, dass die weitere Flucht mit dem bereits in der Münsteraner Innenstadt von einem Pressevertreter angebotenen BMW fortgesetzt wird. Die Geiseln werden im Bus zurückgelassen, lediglich Bauer und Klages begleiten die Geiselnehmer.
Die vier Personen begeben sich zu einer Gaststätte, die gerade schließen will. Dort beginnt Raffcyk zur Ablenkung eine Partie Billard, in die Pauler einsteigt, während die beiden Frauen am Tisch sitzen bleiben. Nach kurzer Zeit stellen die beiden Gangster fest, dass die Frauen verschwunden sind, die die Gunst der Stunde genutzt haben, um zu fliehen. Sie kommen an eine befahrene Landstraße, aber keines der vorbeifahrenden Autos hält an. Als nach einiger Zeit endlich eines anhält, sitzen die beiden Geiselnehmer im Pkw. Pauler entscheidet, während er die Schussverletzung von Anna Klages versorgt, nach Holland zu fahren, um der Verfolgung durch die Polizei zu entkommen. Er ruft unterwegs seine Schwester an, weil er sie unbedingt mitnehmen möchte. Daher will er auch zunächst nach Hamburg fahren. Dort kann die Polizei wieder die Spur aufnehmen.
In Hamburg will Pauler sich mit seiner Schwester in einer Fußgängerzone treffen. Die Schwester erscheint zur Verabredung, will aber nicht mit nach Holland. Währenddessen zieht das in der Fußgängerzone stehende Auto Aufmerksamkeit auf sich. Die Schaulustigen versammeln sich und kurze Zeit später tauchen die Medienvertreter in der Fußgängerzone auf und umlagern das Auto. Anna Klages wird von einem hinzugerufenen Arzt behandelt und anschließend setzt sich der Pkw wieder in Bewegung, als nach kurzer Zeit der Ehemann von Anna Klages auftaucht. Aber die Geiselnehmer lassen seine Frau nicht frei, sondern setzen ihre Flucht fort – natürlich verfolgt von etlichen Pressevertretern.
Karras, der Einsatzleiter, will noch auf dem Stadtgebiet einen Zugriff. Auf der Autobahn blockieren mehrere zivile Polizeifahrzeuge die Weiterfahrt der Medienvertreter, so dass das Fluchtfahrzeug völlig alleine unterwegs ist. Die Geiselnehmer wiegen sich in Sicherheit, werden aber von fünf Polizeifahrzeugen verfolgt. Den Geiseln wird mitgeteilt, dass sie in Kürze freigelassen werden, und im Fluchtfahrzeug herrscht daraufhin eine ausgelassene Stimmung.
Doch bevor die Geiseln freigelassen werden, zündet die Polizei eine Blendgranate, woraufhin das Fluchtfahrzeug zum Stehen kommt und sich eine Schießerei entwickelt, in deren Verlauf die Geisel Bauer fliehen kann. Pauler feuert durch das geöffnete Fenster der hinteren Tür der Fahrerseite auf die Polizei, als Anna Klages diese Tür öffnet und dadurch von Pauler in den Rücken geschossen wird. 
Pauler und Raffcyk werden festgenommen.

## Kritik
„Zweiteiliger Kriminalfilm um zwei überforderte Gangster, ganz geprägt von den hervorragenden, freilich manchmal auch bis zur Grenze zur Parodie überziehenden Hauptdarstellern.“

## Bezug zum Geiseldrama von Gladbeck
Viele Inhalte sind von den realen Ereignissen übernommen worden. Hier eine Auflistung der wichtigsten Unterschiede:
- Namen: Alle Namen wurden geändert.
- Orte: Alle Ortschaften wurde geändert.
- Zeit: Der Film wurde auf die Drehzeit übertragen.
- Tote:  Zwei Geiseln starben tatsächlich. Im Bus wurde jedoch ein italienischstämmiger Junge und nicht der Busfahrer ermordet. Eine weibliche Geisel starb, ähnlich wie im Film dargestellt, beim Zugriff auf der Autobahn.
- Personen: Viele Personen wurden erfunden, um den Film filmreifer zu machen. So beispielsweise Herr und Sohn Klages, der Filialleiter oder der Gebrauchtwagenhändler, der Wirt oder Paulers Ex-Frau.

Doch gerade die unvorstellbaren Dinge entstammen nicht der Kreativität der Filmemacher. Zum Beispiel die Tatsache, dass ein ganzer Bus als Geisel genommen wurde oder dass Interviews mit Geiseln und Geiselnehmern während der Tat stattgefunden haben. 
Das wirkliche Geiseldrama von Gladbeck ereignete sich im Jahre 1988. Es begann in Gladbeck und führte durch mehrere Bundesländer der damaligen Bundesrepublik und zeitweise in die Niederlande, so nach Bremen-Huckelriede, wo der Bus besetzt wurde, bis hin nach Köln. In Wirklichkeit stieg noch eine weitere Person bereits zu Beginn der Tat ins Auto zu. Es war die Freundin des kriminellen Drahtziehers. Auch sie wurde im späteren Gerichtsverfahren verurteilt und 1994 wieder freigelassen.